# Emily Bölk
Emily Bölk (Buxtehude, 1998. április 26. –) német válogatott kézilabdázó, irányító-balátlövő, a magyar FTC és a német válogatott játékosa.

## Pályafutása

### Klubcsapatokban
2002-ben csatlakozott szülővárosának csapata, a Buxtehuder SV akadémiájához. 2008-ban, 2009-ben, 2010-ben és 2012-ben megnyerte a csapattal a korosztályos bajnokságot. 2012 nyarán egy évre a dániai Viborg akadémiájára szerződött, majd visszatért a Buxtehuderhez. A a 2013-14-es szezonban az ifjúsági A és B csapatban játszott, utóbbi korosztályban bajnok lett. 2014-ben elnyerte az Erhard Wunderlich-díjat, amit minden évben a legtehetségesebb német kézilabda játékosnak ítélnek oda.
2014 nyarán felkerült a Buxtehuder felnőtt csapatához. Szeptember 7-én a HC Leipzig ellen négy góllal mutatkozott be a német Bundesligában. November 15-én a nemzetközi kupaporondon is bemutatkozott, a holland VOC Amsterdam ellen tízszer talált a kapuba. A szezon végén kupagyőztes lett a csapattal, az ifjúsági A csapattal pedig bronzérmes a korosztályos bajnokságban. A 2015-2016-os idényben bajnok lett ugyanebben a korosztályban és őt választották a legjobb játékosnak. 2017-ben újabb kupagyőzelmet szerzett a felnőtt csapattal, amelynek színeiben összesen 99 mérkőzést játszott a német élvonalban és 406 gólt szerzett.
2018 nyarán a Thüringer HC csapatához igazolt. 2018. szeptember 1-jén Szuperkupa-győztes lett a csapattal. A döntőben a VfL Oldenburgot győzték le 35-23-ra. Az idény során bemutatkozhatott a Bajnokok Ligájában is. Október 7-én két gólt lőtt a horvát ŽRK Podravka Koprivnica ellen 28-26-ra elvesztett csoportmérkőzésen. 2019. május 26-án a Német Kupa döntőjében egy utolsó másodpercekben lőtt góllal járult hozzá a Bietigheim 24-23-as legyőzéséhez. A 2018-2019-es szezont 151 góllal zárta. 2020. február 20-án a Thüringer hivatalosan is bejelentette, hogy Bölk a következő szezontól a Ferencvárosban folytatja pályafutását. A 2020-2021-es szezonban bajnoki címet szerzett a csapattal, az azt követő két idényben pedig a Magyar Kupában végzett az első helyen a zöld-fehér csapat tagjaként.
A 2022-23-as Női EHF-Bajnokok ligája elődöntőjében egy utolsó percben szerzett góllal járult hozzá ahhoz, hogy a Ferencváros a döntőbe jusson.
A 2023-2024-es szezonban sorozatban harmadszor nyert Magyar Kupát a csapattal, és ebben a szezonban az FTC a bajnoki címet is megszerezte.

### A válogatottban
2014-ben a macedóniai U18-as világbajnokságon ezüstérmes volt a német korosztályos válogatottal. Őt választották a torna legértékesebb játékosának (MVP). 2015-ben részt vett az U19-es Európa-bajnokságon.
A német felnőtt válogatottban 2016. június 5-én debütált Izland ellen és hétméteresből meg is szerezte első gólját a nemzeti csapatban. Tagja volt az év végi Európa-bajnokságon hatodik helyen végző csapatnak. Az egy évvel későbbi világbajnokságon lábsérülése miatt nem számíthatott rá teljes mértékben Michael Biegler szövetségi kapitány, a tornán mindössze négy gólt szerzett. A 2018-as világbajnokságon a német válogatott a 10. helyen zárt, Bölk 20 gólt szerzett 6 mérkőzésen pályára lépve.

## Család
Édesanyja, Andrea Bölk és édesapja, Matthias Bölk is profi kézilabdázók voltak, előbbi a német válogatott tagjaként részt vett az 1993-as női kézilabda-világbajnokságon is. Nagyanyja, Inge Stein tagja volt a keletnémet női kézilabda-válogatottnak, nagyapja, Klaus-Peter Stein profi labdarúgó volt. Húga szintén kézilabdázik.

## Sikerei, díjai

### Klubcsapatokban
Buxtehuder SV
- Német Kupa-győztes: 2015, 2017

 Thüringer HC
- Német Kupa-győztes: 2019
- Német Szuperkupa-győztes: 2018

 Ferencvárosi TC
- Bajnokok Ligája döntős: 2023
- Magyar bajnok: 2021, 2024
- Magyar Kupa-győztes: 2022, 2023,[26] 2024, 2025

### A válogatottban
Német U18-as válogatott
- Világbajnoki 2. helyezett: 2014

### Egyéni elismerései
- Erhard Wunderlich-díj:2014
- A 2014-es U18-as világbajnokság legértékesebb játékosa[27]
- A 2015-ös U19-es Európa-bajnokság All-Star csapatának tagja[28]
- Az év női kézilabdázója Németországban: 2022[29]